# Deutschfeistritz
Deutschfeistritz là một đô thị thuộc huyện Graz-Umgebung bang Steiermark, nước Áo. Đô thị Deutschfeistritz có diện tích 39,19 km², dân số thời điểm cuối năm 2008 là 3939 người.

## Cư dân nổi bật
- Vincenz Liechtenstein, nhà chính trị Áo.[1]